# Stranger on the Shore
Stranger on the Shore ist der Titel des von Acker Bilk im Jahre 1961 veröffentlichten Instrumentalhits, der zu den Evergreens gehört.

## Entstehungsgeschichte
Ursprünglich hieß Bilks Komposition Jenny, die er aus Anlass der Geburt seiner Tochter Jennifer nach ihr benannte. Diese Komposition blieb unbekannt, bis die BBC ihn fragte, ob sein Werk nicht als Erkennungsmelodie für die geplante TV-Kinderserie Stranger on the Shore verwendet werden könne. Die Fernsehserie startete am 24. September 1961 in der BBC, endete aber bereits nach 5 Folgen am 22. Oktober 1961. Sie handelte von einem französischen Au-pair-Mädchen in England, das in der Schlussfolge sehnsüchtig an der Küste Richtung Frankreich schaut; es war die „Fremde an der Küste“. Die Serie errang in dieser kurzen Zeit jedoch eine derartige Popularität, dass Acker Bilks Instrumentaltitel davon profitieren konnte.
Die Aufnahmen entstanden vor Beginn der Fernsehserie am 12. August und 8. November 1960 in den Lansdowne-Tonstudios in London. Hier war jedoch nicht die reguläre Besetzung von seiner Paramount Jazzband (1960), bestehend aus Colin Smith (Trompete), Jonny Mortimer (Posaune), Roy James (Baritonsaxophon), Ernie Price (Bass) und Ron McKay (Schlagzeug), anwesend. Vielmehr überzeugte der jazzerfahrene Musikproduzent Dennis Preston den  Trad-Jazz-Musiker Bilk davon, bei Stranger on the Shore Geigen einzusetzen. Zu diesem Zweck wurde das Leon Young String Chorale angeheuert. Es wurde geleitet von dem Arrangeur Leon Edward Steven Young (* 21. April 1916, † Januar 1991). Er sorgte gegenüber Bilks Konzept für eine Änderung von Moll nach Dur und die stimmungsvolle, Vibrato-orientierte Melodie, die die tremolierende Tieftonklarinette von Acker Bilk begleitet. Toningenieur war Adrian N. Kerridge.

## Veröffentlichung und Erfolg
Die Single Stranger on the Shore / Take My Lips (Columbia DB 4750; mit einer anderen B-Seite in den USA) wurde am 25. November 1961 veröffentlicht. Sie erreichte in Großbritannien in der offiziellen Hitparade Rang zwei, in der Hitparade des Musikblattes New Musical Express gelangte sie am 6. Januar 1962 für eine Woche sogar auf Rang eins. In der offiziellen britischen Hitparade verbrachte sie insgesamt 55 Wochen. Am 26. Mai 1962 wurde die Single zum überhaupt ersten britischen Nummer-eins-Hit in den USA, den sie für eine Woche innehatte. Die Single verkaufte in Großbritannien 1,16 Millionen, in den USA über zwei Millionen Exemplare, weltweit knapp vier Millionen. Bilk durfte den Hit in der berühmten Ed Sullivan Show am 28. Oktober 1962 präsentieren. Die Platte war der Vorläufer der späteren British Invasion in den USA. Sie wurde auch im Schlagerfilm Holiday in St. Tropez (Premiere in Deutschland: 14. August 1964) gespielt. Als am 18. Mai 1969 Apollo 10 zur Mondlande-Mission startete, hatte Besatzungsmitglied Gene Cernan das Stück auf einer Musikkassette an Bord. Stranger on the Shore kommt auch im Kinofilm Flamingo Kid (Premiere: 21. Dezember 1984) vor. Bilk erhielt hierfür im Oktober 2004 einen BMI-Award für über vier Millionen Aufführungen im US-Radio. „Stranger on the Shore ist meine Pension“, sagte der bärtige Bilk mit seinem typischen Bowler-Hut über die für den Welthit fließenden Tantiemen. Allerdings war nach britischem Urheberrecht die 50-jährige Schutzfrist am 31. Dezember 2011 ausgelaufen; die British Phonographic Industry (BPI) setzt sich derzeit für eine Verlängerung auf mindestens 60 oder 95 Jahre wie in den USA ein.

## Coverversionen
Es sind mindestens 33 Coverversionen bekannt, meistens Instrumentalaufnahmen. Eine der wenigen Vokalfassungen brachte Andy Williams (Text: Robert Mellin; Juni 1962, US-38) heraus, Lale Andersen präsentierte die deutsche Version mit dem Titel Ein fremder Mann (Text: Ralph Maria Siegel; Juli 1962; Rang 17), Nana Mouskouri übernahm die französische Version unter dem Titel Savoir Aimer (Text Christian Guitreaux; 1962). Danach folgten nur noch Instrumentalaufnahmen, so etwa von Bill Justis (LP Bill Justis Plays 12 Big Instrumental Hits; aufgenommen am 24. Juli 1962), Booker T. & the M.G.’s (LP Green Onions; 27. August 1962), Billy Vaughn (LP 1962’s Greatest Hits; Dezember 1962), Duane Eddy (LP Twangin’ The Golden Hits; 13. Mai 1964) oder Boots Randolph (LP Boots With Strings; Juni 1966).